# Pristimantis kichwarum
Espèce
Statut de conservation UICN

 LC  : Préoccupation mineure
Pristimantis kichwarum est une espèce d'amphibiens de la famille des Craugastoridae.

## Répartition
Cette espèce est endémique du Nord-Est de l'Équateur. Elle se rencontre jusqu'à 500 m d'altitude dans les provinces de Napo, de Orellana et de Sucumbíos.

## Description
Les mâles mesurent de 17,5 à 21,9 mm et les femelles de 24,4 à 27,0 mm

## Étymologie
Cette espèce est nommée en l'honneur des Kichwas.

## Publication originale
- Elmer & Cannatella, 2008 : Three new species of leaflitter frogs from the upper Amazon forests: cryptic diversity within Pristimantis "ockendeni" (Anura: Strabomantidae) in Ecuador. Zootaxa, no 1784, p. 11-38 (texte intégral).